# Hans von Friebeis
Hans von Friebeis (* 24. Juli 1855 in Bruck an der Leitha; † 25. Oktober 1923 in Gmunden) war ein österreichischer Beamter und von 1895 bis 1896 Bürgermeister von Wien. Als nach dem schlechten Abschneiden der Liberalen bei den Wiener Gemeinderatswahlen der amtierende Bürgermeister Raimund Grübl zurücktrat, wurde Friebeis von Statthalter Erich Kielmansegg am 1. Juni 1895 mit der kommissarischen Leitung der Stadtverwaltung betraut. Abgelöst wurde er 1896 von Josef Strobach. Friebeis wurde auf dem Hietzinger Friedhof beerdigt.
Während seiner Studienzeit wurde er im Jahr 1877 Mitglied der schlagenden Studentenverbindung Akademischer Gesangsverein.

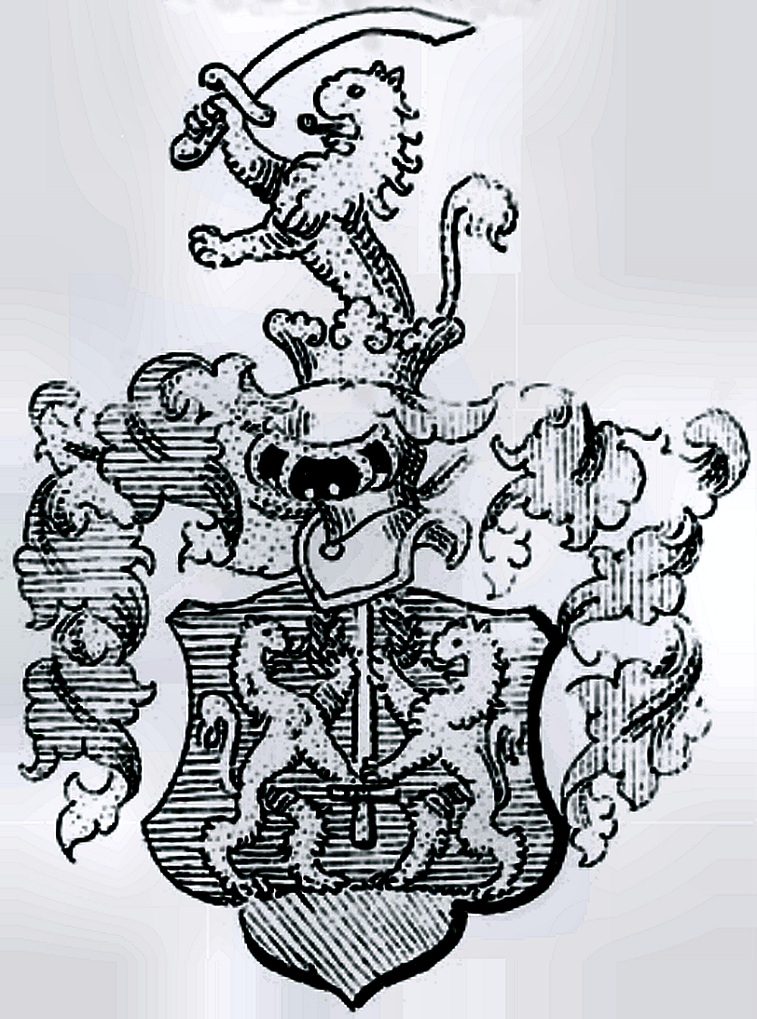
Wappen derer von Friebeis(z) 1655

## Wappen
Johann Friebeisz als Haupterwerber sowie seine Söhne Johann und Stefan als Nebenerwerber erhielten von Kaiser Ferdinand III. am 24. Juni 1655 zu Pressburg einen Adels- und Wappenbrief.
1655: In Blau auf grünem Boden zwei goldene Löwen, mit den Vorderpranken ein bloßes Schwert mit goldener Parierstange gemeinschaftlich aufrecht haltend, um dessen Spitze ein grüner Lorbeerkranz gewunden ist. Über dem gekrönten Helm ein goldener, rechtsgewendeter Löwe wachsend, in der erhobenen Rechten einen Krummsäbel mit goldener Parierstange haltend. Die Decken sind rechts blau-golden und links rot-silbern.